# Allopauropus pedicellus
Allopauropus pedicellus är en mångfotingart som beskrevs av Ulf Scheller 1994. Allopauropus pedicellus ingår i släktet småfåfotingar, och familjen fåfotingar. Inga underarter finns listade i Catalogue of Life.